# Campeonato Europeo de Halterofilia de 2001
El LXXX Campeonato Europeo de Halterofilia se celebró en Trenčín (Eslovaquia) entre el 23 y el 29 de abril de 2001 bajo la organización de la Federación Europea de Halterofilia (EWF) y la Federación Eslovaca de Halterofilia.

## Medallistas

### Masculino
| Evento  | Oro                                                 | Plata                                             | Bronce                                                   |
| ------- | --------------------------------------------------- | ------------------------------------------------- | -------------------------------------------------------- |
| 56 kg   | Halil Mutlu Turquía 135,0 + 168,0 = 302,5           | Adrian Jigău · Rumania · 122,5 + 145,0 = 267,5    | Vitali Dzerbianiou · Bielorrusia · 117,5 + 145,0 = 262,5 |
| 62 kg   | Nikolaj Pešalov · Croacia · 140,0 + 160,0 = 300,0   | Elxan Süleymanov Azerbaiyán 127,5 + 160,0 = 287,5 | Vladimir Popov Moldavia 127,5 + 160,0 = 287,5            |
| 69 kg   | Ekrem Celil Turquía 140,0 + 182,5 = 322,5           | Andrei Matveyev · Rusia · 142,5 + 180,0 = 322,5   | Turan Mirzəyev Azerbaiyán 140,0 + 180,0 = 320,0          |
| 77 kg   | Oleg Perepechonov · Rusia · 165,0 + 210,0 = 375,0   | Hovhannes Amreyan Armenia 160,0 + 192,5 = 352,5   | Attila Feri · Hungría · 152,5 + 197,5 = 350,0            |
| 85 kg   | Guiorgui Asanidze Georgia 175,0 + 205,0 = 380,0     | Gueorgui Gardev Bulgaria 172,5 + 200,0 = 372,5    | Serguei Zhukov · Rusia · 165,0 + 202,5 = 367,5           |
| 94 kg   | Nizami Paşayev Azerbaiyán 177,5 + 210,0 = 387,5     | Nikolai Stoyanov Bulgaria 172,5 + 212,5 = 385,0   | Hakob Pilosian Armenia 170,0 + 212,5 = 382,5             |
| 105 kg  | Yevgueni Chiguishev · Rusia · 195,5 + 227,5 = 422,5 | Szymon Kołecki · Polonia · 180,0 + 232,5 = 412,5  | Zoltán Kovács · Hungría · 182,5 + 230,0 = 412,5          |
| +105 kg | Viktors Ščerbatihs Letonia 195,0 + 245,0 = 440,0    | Paweł Najdek · Polonia · 175,0 + 245,0 = 420,0    | Grzegorz Kleszcz · Polonia · 185,0 + 232,5 = 417,5       |

1. 1 2 3  Arrancada (kg) + dos tiempos (kg) = total olímpico (kg).

### Femenino
| Evento | Oro                                                    | Plata                                                | Bronce                                                   |
| ------ | ------------------------------------------------------ | ---------------------------------------------------- | -------------------------------------------------------- |
| 48 kg  | Gemma Peris · España · 75,0 + 90,0 = 165,0             | Snezhana Popova · Rusia · 72,5 + 92,5 = 165,0        | María José Tocino · España · 70,0 + 82,5 = 152,5         |
| 53 kg  | Emine Bilgin Turquía 85,0 + 102,5 = 187,5              | Dagmar Daneková · Eslovaquia · 82,5 + 102,5 = 185,0  | Estefanía Juan Tello · España · 75,0 + 100,0 = 175,0     |
| 58 kg  | Aleksandra Klejnowska · Polonia · 90,0 + 120,0 = 210,0 | Marieta Gotfryd · Polonia · 95,0 + 107,5 = 202,5     | Döndü Ay Turquía 95,0 + 105,0 = 200,0                    |
| 63 kg  | Valentina Popova · Rusia · 105,0 + 125,0 = 230,0       | Dominika Misterska · Polonia · 100,0 + 127,5 = 227,5 | Nataliya Skakun · Ucrania · 97,5 + 127,5 = 225,0         |
| 69 kg  | Vanda Maslovska · Ucrania · 95,0 + 122,5 = 217,5       | Milena Trendafilova Bulgaria 97,5 + 117,5 = 215,0    | Kleanthi Myloná · Grecia · 90,0 + 125,0 = 215,0          |
| 75 kg  | Gyöngyi Likerecz · Hungría · 107,5 + 130,0 = 237,5     | Ilona Dankó · Hungría · 105,0 + 127,5 = 232,5        | Karoliina Lundahl · Finlandia · 102,5 + 127,5 = 230,0    |
| +75 kg | Albina Jomich · Rusia · 120,0 + 140,0 = 260,0          | Viktória Varga · Hungría · 115,0 + 130,0 = 245,0     | Viktoriya Shaimardanova · Ucrania · 107,5 + 130, = 237,5 |

1. 1 2 3  Arrancada (kg) + dos tiempos (kg) = total olímpico (kg).

## Medallero
| Núm. | País        | Oro | Plata | Bronce | Total |
| ---- | ----------- | --- | ----- | ------ | ----- |
| 1    | Rusia       | 4   | 2     | 1      | 7     |
| 2    | Turquía     | 3   | 0     | 1      | 4     |
| 3    | Polonia     | 1   | 4     | 1      | 6     |
| 4    | Hungría     | 1   | 2     | 2      | 5     |
| 5    | Azerbaiyán  | 1   | 1     | 1      | 3     |
| 6    | España      | 1   | 0     | 2      | 3     |
| 6    | Ucrania     | 1   | 0     | 2      | 3     |
| 8    | Croacia     | 1   | 0     | 0      | 1     |
| 8    | Georgia     | 1   | 0     | 0      | 1     |
| 8    | Letonia     | 1   | 0     | 0      | 1     |
| 11   | Bulgaria    | 0   | 3     | 0      | 3     |
| 12   | Armenia     | 0   | 1     | 1      | 2     |
| 13   | Eslovaquia  | 0   | 1     | 0      | 1     |
| 13   | Rumania     | 0   | 1     | 0      | 1     |
| 15   | Bielorrusia | 0   | 0     | 1      | 1     |
| 15   | Finlandia   | 0   | 0     | 1      | 1     |
| 15   | Grecia      | 0   | 0     | 1      | 1     |
| 15   | Moldavia    | 0   | 0     | 1      | 1     |
|      | TOTAL       | 15  | 15    | 15     | 45    |